# 엔도 마이
엔도 마이(일본어: 遠藤 舞, 1988년 7월 31일 ~ )는 일본의 가수,보컬강사이다.
도쿄도 출신.
여성 아이돌 그룹 아이돌링!!!의 전 멤버·리더. 아이돌링!!! 리드보컬 을 맡았고 팀내에서 가장 가창력이 띄어났다

## 내력
2006년, 현 사무소(박스 코퍼레이션)에 스카우트되어, 〈아이돌링!!!〉 오디션에 참가해 합격. 10월, 아이돌링!!! 3호로서 활동을 시작한다.
2013년 7월, 1st 싱글 〈Today is The Day〉로 binyl records로부터 솔로 데뷔.
2014년 2월, Zepp DiverCity Tokyo에서 개최된 《3호 엔도 마이 졸업 라이브》에서, 아이돌링!!! 졸업 라이브를 실시했다. 졸업 후에는, 솔로 활동에 전념한다.
2017년 12월 끝으로 박스 코퍼레이션 계약이 종료되면서 재계약 하지 않고 연예계를 완전히 은퇴했다.최근에는 보컬강사로 활동하고 있다. 2019년 8월 경쟁자였던 헬로! 프로젝트 가수들 코러스팀 에 들어가 제작에 참여했고. 안주루무, Juice=Juice 등으로 앨범 코러스 투입하면서 참여했다고 한다.

## 음반 목록

### 싱글
|   | 발매일          | 타이틀           | 최고 주간 순위 | 판매 형태            | 상품 코드                          | 비고                 |
| - | --------------- | ---------------- | -------------- | -------------------- | ---------------------------------- | -------------------- |
| 1 | 2013년 7월 31일 | Today is The Day | 21위           | CD+DVD CD+포토 북 CD | AVCH-78044/B AVCH-78045 AVCH-78046 | Type-A Type-B Type-C |
| 2 | 2014년 5월 14일 | MUJINA           | 23위           | CD+DVD CD+포토 북 CD | AVCH-78057/B AVCH-78058 AVCH-78059 | Type-A Type-B Type-C |
| 3 | 2014년 8월 6일  | Baby Love        | 31위           | CD+DVD CD+포토 북 CD | AVCH-78062/B AVCH-78063 AVCH-78064 | Type-A Type-B Type-C |